# ペク・ジニ
ペク・ジニ（ハングル：백진희、1990年2月8日 - ）は、韓国の女優。ANDMARQ所属。

## 経歴・人物
中学3年生の時にスカウトされ、ファッション誌やCMのモデルとして芸能界入りを果たす。その後、高校の先輩であるイム・スジョンに憧れて、女優を志すようになる。2008年、映画『人を探しています』で女優デビュー。
2013年、MBC月火ドラマ『奇皇后 〜ふたつの愛 涙の誓い〜』で、悪役であるタナシルリ役でブレイクを果たし、同年のMBC演技大賞新人女優賞を受賞した（『奇皇后 〜ふたつの愛 涙の誓い〜』以前は、清純で優しいイメージの役柄が多かった）。2014年のインタビューでは、「（『奇皇后 〜ふたつの愛 涙の誓い〜』は）女優としてのターニングポイントになりました。」と述べている。
2015年、MBC週末ドラマ『いとしのクム・サウォル』で主演を務める。2016年、J,WIDEカンパニーと専属契約を結んだ。
MBCのテレビドラマへの出演が多く、2014年に放送されたMBC月火ドラマの4作品のうち3作品でメインキャストとして出演している。
本人曰く、（撮影に入ると）どっぷりとその役にはまるタイプとのこと。また、『奇皇后 〜ふたつの愛 涙の誓い〜』で共演したハ・ジウォンを目標とする女優として挙げており、共演者の感情をうまく引き出し、全てのシーンをきちんと考える姿に刺激を受けたという。水が苦手だが、2017年のMBC水木ドラマ『ミッシングナイン』では、真冬の中での水中演技を披露している。
女優業と並行して、グラビア活動も精力的に行っており、2017年には、日本でグラビア撮影を行った。可愛らしい容姿を活かして、すっぴん姿を披露した。2015年には、自身が担当するラジオ番組にて「顔にメスを入れると大変なことになる場合がある」と、整形手術に対して警鐘を鳴らす考えを示している。
社会貢献活動に熱心に取り組んでおり、2012年から国際児童支援団体であるプラン・コリアの広報大使を務めている。自身としても、プラン・コリアの活動を兼ねて、タイ、カンボジア、インドなどで恵まれない子どもたちのためのボランティア活動をしている。
2020年12月2日、4年間所属していたJ,WIDEカンパニーを離れ、キム・ダミやキム・ヘジュンなどを発掘したことで知られるANDMARQと専属マネージメント契約を結んだことを発表した。

## 出演

### テレビドラマ
- 千万回愛してます（2009年、SBS） - ハン・ヨルム役
- ヘアーショー（2011年、KBS） - 主演：イ・ヨンウォン役
- ハイキック3 -短足の逆襲-（2011年 - 2012年、MBC） - ペク・ジニ役[23]
- チョンウチ（2012年 - 2013年、KBS2） - イ・ヘリョン役[24]
- 金よ出てこい☆コンコン（2013年、MBC） - チョン・モンヒョン役[25]
- 奇皇后 〜ふたつの愛 涙の誓い〜（2013年 - 2014年、MBC） - タナシルリ役[26]
- トライアングル（2014年、MBC）- 主演：オ・ジョンヒ役[27]
- 傲慢と偏見（2014年、MBC） - 主演：ハン・ヨルム役[28]
- いとしのクム・サウォル（2015年 - 2016年、MBC） - 主演：クム・サウォル役[29]
- ミッシングナイン（2017年、MBC） - 主演：ラ・ボンヒ役[30]
- ジャグラス～氷のボスに恋の魔法を～（2017年 - 2018年、KBS） - 主演：チャ・ユニ役[31]
- 美味しい初恋～ゴハン行こうよ～（朝鮮語版）（原題：ゴハン行こうよ3）（2018年、tvN） - 主演：イ・ジウ役
- リピート・ラブ～あなたの運命変えます!～（朝鮮語版）（原題：死んでもいい）（2018年、KBS） - 主演：イ・ルダ役
- ダーリンは危機一髪!（2019年、KBS） - 新婚夫婦の妻役（特別出演）
- 本物が現れた!（2023年、KBS2） - 主演：オ・ヨンドゥ役[32]

### 映画
- 人を探しています（2008年）
- 僕たちはバンドゥビ（2009年）
- アコースティック（2010年）[33]
- フェスティバル（2010年）
- 18歳、19歳（2012年）
- フェニックス～約束の歌～（2013年）[34]

## 受賞
- 2011 MBC演技大賞 コメディ、シットコム部門人気賞（『ハイキック3 -短足の逆襲-』）
- 2013 MBC演技大賞 新人女優賞（『奇皇后 〜ふたつの愛 涙の誓い〜』）
- 2014 第50回百想芸術大賞 テレビ部門新人女優賞（『奇皇后 〜ふたつの愛 涙の誓い〜』）
- 2014 MBC演技大賞 特別企画部門優秀女優賞（『トライアングル』）